# Smith Bluff
Das Smith Bluff ist ein steiles und abgerundetes Felsenkliff in der antarktischen Ross Dependency. Im Westen der Nash Range ragt es oberhalb des Algie-Gletschers westlich des Ricker Dome auf.
Der United States Geological Survey kartierte es anhand eigener Vermessungen und Luftaufnahmen der United States Navy aus den Jahren von 1960 bis 1962. Das Advisory Committee on Antarctic Names benannte es 1966 nach Harold Theodore Uhr Smith (1908–1973), Geologe des United States Antarctic Research Program auf der McMurdo-Station von 1963 bis 1964.